# شون كراولي
شون باتريك كراولي (بالإنجليزية: Shawn Patrick Crowley) هو دبلوماسي أمريكي. شغل منصب رئيس البعثة والقائم بأعمال السفير بالإنابة في إيطاليا. وكان قد شغل منصب القائم بأعمال السفير بالإنابة في السفارة الإيطالية حتى تعيين السفير آنذاك جاك ماركيل في 23 سبتمبر 2023.

## مسيرته
حصل كراولي على درجة البكالوريوس في العلاقات الدولية من جامعة جورجتاون، ودرجة الماجستير في استراتيجية الأمن الوطني من الكلية الحربية الوطنية. قبل عمله في وزارة الخارجية، عمل كراولي مصرفيًا في جزر كايمان، وكذلك موظفًا في البرلمان الألماني في بون.
في عام 1991، بدأ كراولي مسيرته في السلك الدبلوماسي، حيث عمل في الكويت على قضايا سياسية مثل إعادة الأمريكيين المعتقلين في العراق. ومن ثم شغل العديد من المناصب الأخرى في الشرق الأوسط وأوروبا. بين يناير ومارس 2012، قاد البعثة الدبلوماسية الأمريكية في بنغازي.
لاحقًا، شغل كراولي منصب القائم بأعمال السفير الأمريكي لدى هولندا من 29 يوليو 2016 إلى 4 يناير 2018.
في 16 مايو 2020، بدأ كراولي العمل في مكتب الشؤون الأوروبية والأوراسية. ومنذ ذلك الحين، ترقى إلى منصب مدير الشؤون الأوروبية الغربية، وهو المنصب الذي يشغله حتى الآن.

## العائلة
كراولي وزوجته سابينا لديهما طفلين بالغين، ابنة تعمل كأخصائية ميكروبيولوجيا في أركنساس، وابن يعمل في مجال التسويق في فرانكفورت.